# Poteč
Poteč (en allemand : Potetsch, précédemment : Potesch) est une commune du district et de la région de Zlín, en République tchèque. Sa population s'élevait à 761 habitants en 2020.

## Géographie
Poteč se trouve à 29 km à l'est-sud-est de Zlín, à 105 km à l'est de Brno et à 279 km au sud-est de Prague.
La commune est limitée par Lačnov et Horní Lideč au nord, par Valašské Příkazy à l'est, par Nedašova Lhota et Návojná au sud, et par Valašské Klobouky à l'ouest.

## Histoire
La première mention écrite de la localité date de 1341.

## Transports
Par la route, Poteč se trouve à 4 km de Valašské Klobouky, à 39 km de Zlín, à 129 km de Brno et à 343 km de Prague.